# Il grande spirito
Il grande spirito è un film del 2019 diretto e interpretato da Sergio Rubini.
Il trailer è stato pubblicato il 17 aprile 2019 e il film è uscito nelle sale cinematografiche italiane il 9 maggio 2019.

## Trama
Un piccolo malvivente decide di appropriarsi del bottino di una rapina effettuata a Taranto. Inseguito dai suoi ex complici, ferito, si rifugia in una terrazza dove vive Renato, un uomo con problemi psichici, che si crede un Sioux e si fa chiamare Cervo Nero.
Nasce così un sodalizio e un'amicizia che aiuta entrambi a sopravvivere in un mondo reale più triste e violento del far west immaginato da Renato.

## Riconoscimenti
- 2019 - Premio Flaiano[3]
  - Migliore interpretazione maschile a Rocco Papaleo